# Riken Yamamoto
Riken Yamamoto (山 本 理 顕?; Pechino, 1945) è un architetto giapponese, vincitore del Premio Pritzker nel 2024.

## Biografia

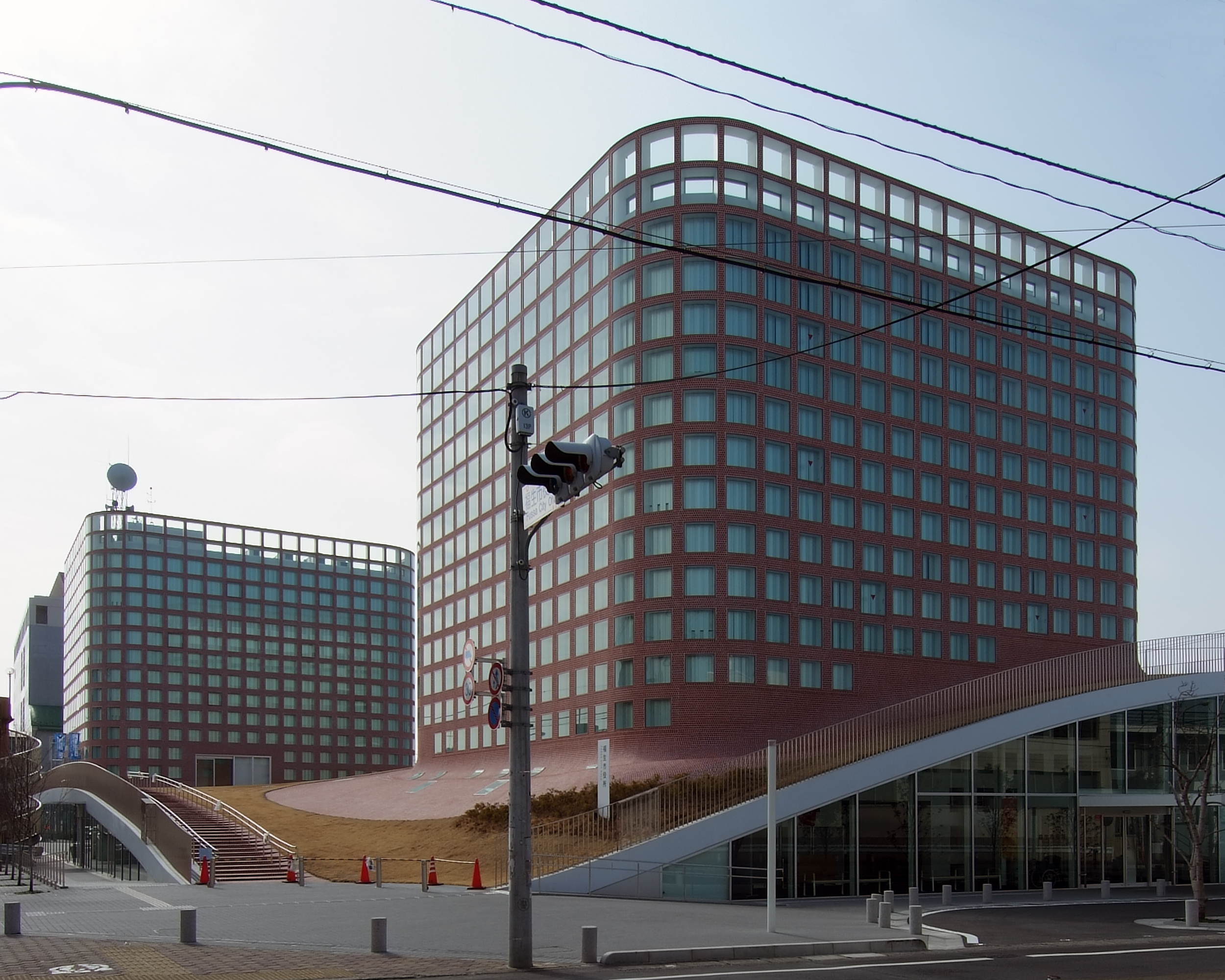
Fussa City Hall

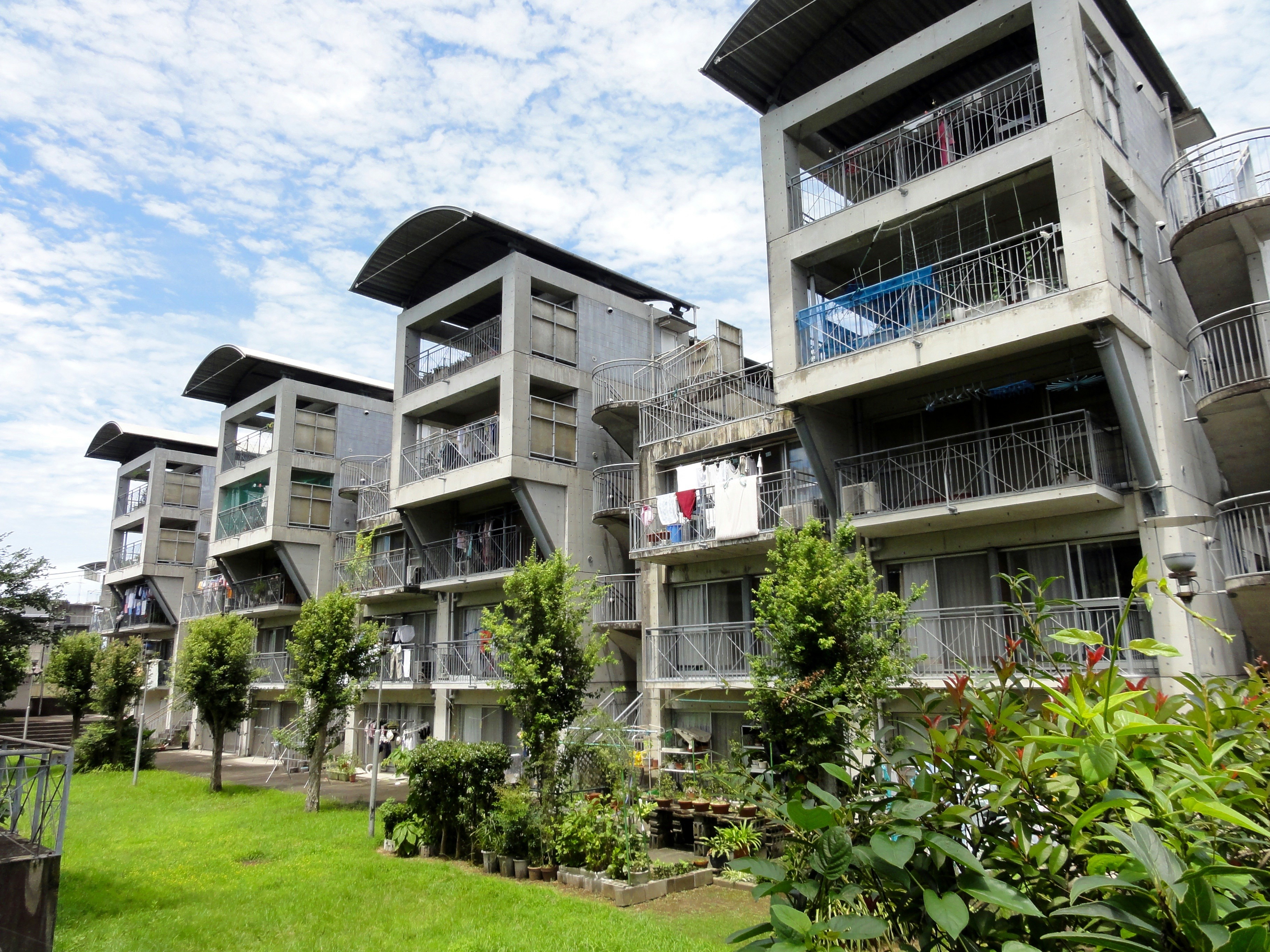

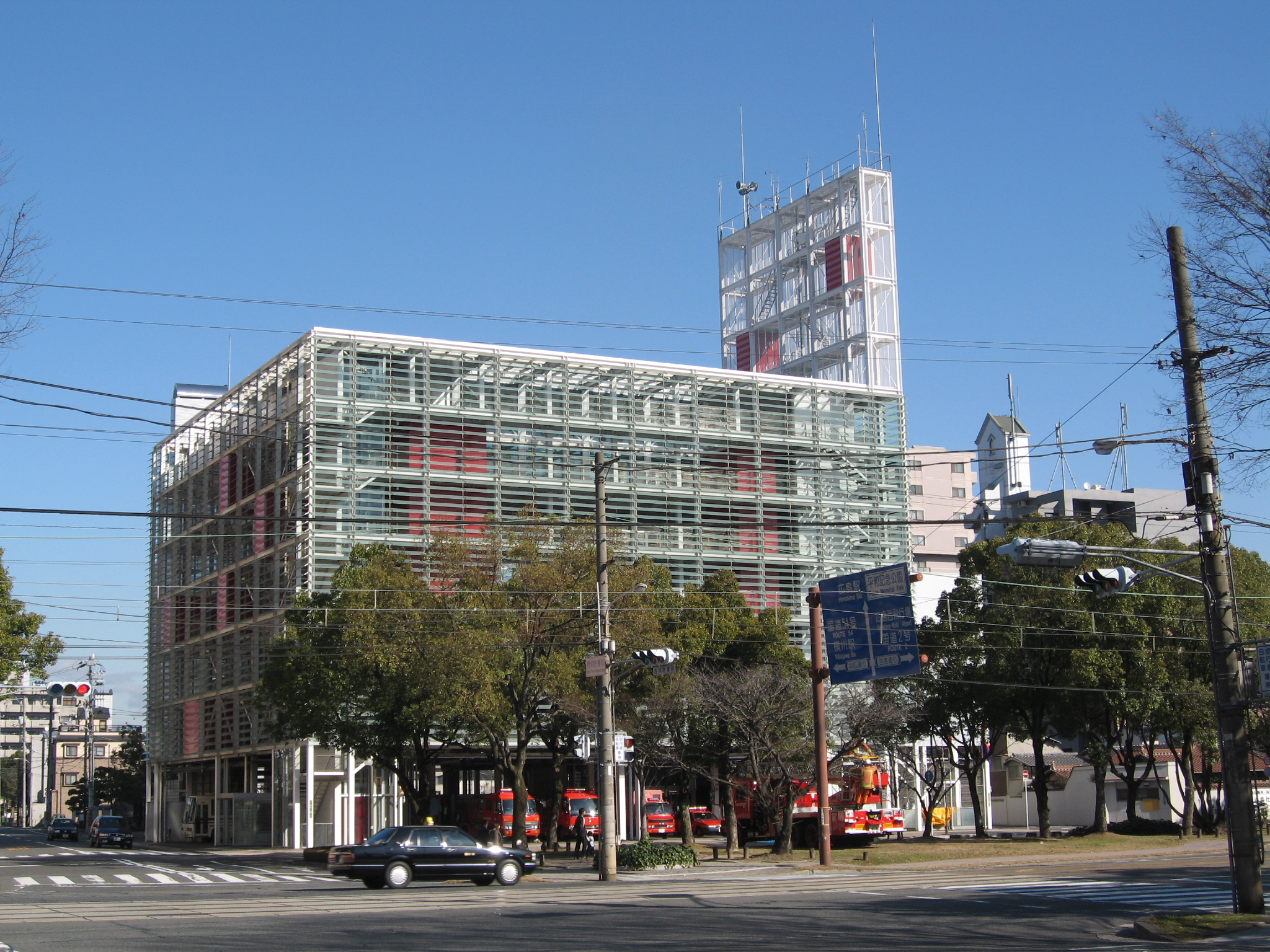
Hiroshima West Fire Department

Laureatosi presso la Università di Nihon nel 1967, ha conseguito un master presso l'Università delle arti di Tokyo nel 1971, dopo di che ha continuato i suoi studi all'Università di Tokyo come allievo di Hiroshi Hara. Nel 1973 ha fondato la Yamamoto & Field Shop Co.Ltd. È stato professore all'Università nazionale di Yokohama dal 2000 al 2011 e presso la scuola di specializzazione in ingegneria dell'Università di Nihon. Alcune delle sue opere più rappresentative sono l'edificio Rotunda (Yokohama, 1981); l'Amleto Building (Tokio, Shibuya-Ku, 1988) e i condomini Ryukoentoshi (Yokohama, 1992). Yamamoto ha vinto vari riconoscimenti vinti tra cui: il Japan Institute of Architects Award per aver progettato il Museo Yokosuka of Art (2010), Premio della società dei costruttori di edifici per il Namics Techno Core (2010), premio della società degli imprenditori edili per il Museo d'arte di Yokosuka (2008) e il 25º premio Fukushima Architecture Culture Award, premio più alto per il Fukushima ecoms Pavillion, fabbrica SUS Fukushima (2007).
Nel 2024 gli viene conferito il Premio Pritzker per la sua architettura "rassicurante che porta dignità nella vita di tutti i giorni. La normalità diventa straordinaria. La calma porta allo splendore" , come ha dichiarato il presidente della giuria e vincitore del Premio Pritzker 2016 Alejandro Aravena.

## Opere
- 1975: Casa Mihira, Prefettura di Kanagawa
- 1977: Shindo House, Prefettura di Kanagawa; Yamakawa Villa
- 1978: Kubota House, Tokyo, Yamamoto House; Prefettura di Kanagawa, Studio Steps, Prefettura di Kanagawa
- 1980: Seno House, Tokyo
- 1982: Fujii House, Prefettura di Kanagawa
- 1983: Niikura House, Tokyo ; Sato House, Tokyo
- 1984: Galleria ESSES, Tokyo
- 1985: Omata House, Prefettura di Kanagawa
- 1986: negozio Kirara Hikari-ga-oka, Tokyo ; GAZEBO Prefettura di Kanagawa ; Marufuji (negozio Minamidenen), Tokyo
- 1987: Dormitorio Daiko, Prefettura di Kanagawa ; Marufuji (negozio Kosaku), Tokyo ; Prefettura di Kanagawa ROTUNDA
- 1988: Hamlet Tokyo ; Galleria Fujii, Tokyo
- 1989: Wakatsuki House, Prefettura di Kanagawa
- 1990: Hotakubo Housing, Prefettura di Kunamoto
- 1992: Inter-Junction City XYSTUS Prefettura di Kanagawa House a Katsushika Tokyo ; Casa a Okayama, Okayama ; Inter-Junction City building GF, Prefettura di Kanagawa
- 1993-94: Inter-Junction City; Prefettura di Kanagawa ;
- 1995: casa a Kamakura, Kamakura
- 1996: Iwadeyama Junior High School, Prefettura di Miyagi ; Clinica Yamamoto, Okayama ; Shimoizumi Community Center, Prefettura di Kanagawa
- 1998: Kitano Office, Giappone
- 1999: Università Prefetturale di Saitama ; Saitama
- 2000: Prefettura di Kanagawa per l'edilizia popolare di Yokohama ; Future University Hakodate , Hokkaido ; Caserma dei pompieri ovest di Hiroshima , Hiroshima
- 2001: Tokyo Wells Technical Center, Shizuoka ; Ban Building, Giappone
- 2002: D Clinic, Saitama
- 2003: Shinonome Canal Court Block 1 Tokyo
- 2004: Aluminium House, Saga ; Jian Wai SOHO, Pechino
- 2005: Future University Hakodate Research Building, Hokkaido ; Progetto ufficio SUSTRG, Fukushima
- 2007: Yokosuka Museum of Art , Prefettura di Kanagawa
- 2008: Namics Techno Core, Niigata ; Guan Yuan Housing, Pechino ; Dragon Lily's House, Gunma ; Municipio di Fussa, Tokyo
- 2009: Utsunomiya University Center for Optics Research Tochigi
- 2010: Pangyo Housing, Seongnam
- 2012: Biblioteca di Tianjin[6]
- 2018 (previsto): The Circle all'aeroporto di Zurigo[7]

## Riconoscimenti
- 2010: The Japan Institute of Architects Award
- 2024: Pritzker Preis